# Classica Aldeias do Xisto 2018
La 2e édition de la Classica Aldeias do Xisto a eu lieu le 25 mars 2018. Elle fait partie du calendrier UCI Europe Tour 2018 en catégorie 1.2. La course a été remportée par le Portugais Daniel Mestre (Efapel).

## Présentation

### Équipes
| Équipes continentales (9)- Aviludo-Louletano - Efapel - LA Alumínios-Metalusa - Liberty Seguros-Carglass - Miranda-Mortágua - Rádio Popular-Boavista - Sporting-Tavira - Vito-Feirense-BlackJack - W52-FC Porto Équipes régionales et de clubs (2)- Bicicletas Rodríguez-Extremadura - Caja Rural-Seguros RGA amateur |
| |

## Classements

### Classement final
La course a été remportée par le Portugais Daniel Mestre (Efapel).
| \| Classement général \| Classement général \| Classement général \| Classement général \| Classement général \| \| Coureur \| Coureur \| Pays \| Équipe \| Temps \| \| ------------------ \| -------------------- \| ------------------ \| ---------------------- \| ------------------ \| \| 1er \| Daniel Mestre \| Portugal \| Efapel \| 3 h 51 min 27 s \| \| 2e \| Joni Brandão \| Portugal \| Sporting-Tavira \| + 1 s \| \| 3e \| Raúl Alarcón \| Espagne \| W52-FC Porto \| DQ \| \| 4e \| Domingos Gonçalves \| Portugal \| Rádio Popular-Boavista \| + 40 s \| \| 5e \| Óscar Hernández \| Espagne \| Aviludo-Louletano-Uli \| + 1 min 07 s \| \| 6e \| Gustavo César Veloso \| Espagne \| W52-FC Porto \| + 2 min 40 s \| \| 7e \| Frederico Figueiredo \| Portugal \| Sporting-Tavira \| + 2 min 44 s \| \| 8e \| Sérgio Paulinho \| Portugal \| Efapel \| + 2 min 52 s \| \| 9e \| Óscar González Brea \| Espagne \| \| + 2 min 55 s \| \| 10e \| David de la Fuente \| Espagne \| Aviludo-Louletano-Uli \| + 2 min 55 s \| |                      |          |                        |                 |
| |                      |          |                        |                 |
| Source : ProCyclingStats |                      |          |                        |                 |
| Classement général |                      |          |                        |                 |
| Coureur | Coureur              | Pays     | Équipe                 | Temps           |
| 1er | Daniel Mestre        | Portugal | Efapel                 | 3 h 51 min 27 s |
| 2e | Joni Brandão         | Portugal | Sporting-Tavira        | + 1 s           |
| 3e | Raúl Alarcón         | Espagne  | W52-FC Porto           | DQ              |
| 4e | Domingos Gonçalves   | Portugal | Rádio Popular-Boavista | + 40 s          |
| 5e | Óscar Hernández      | Espagne  | Aviludo-Louletano-Uli  | + 1 min 07 s    |
| 6e | Gustavo César Veloso | Espagne  | W52-FC Porto           | + 2 min 40 s    |
| 7e | Frederico Figueiredo | Portugal | Sporting-Tavira        | + 2 min 44 s    |
| 8e | Sérgio Paulinho      | Portugal | Efapel                 | + 2 min 52 s    |
| 9e | Óscar González Brea  | Espagne  |                        | + 2 min 55 s    |
| 10e | David de la Fuente   | Espagne  | Aviludo-Louletano-Uli  | + 2 min 55 s    |